# Мали Сули
Мали Сули (Микро Сули) је насељено место у општини Амфипољ у периферији Средишња Македонија, Грчка. Према попису из 2021. године било је 334 становника.
Према бугарском географу и историчару, Василу Канчову, у Малом Сулију је 1900. године живело 1.200 Грка. 
Током Првог светског рата село је настрадало и већи део мештана је ибегао, тако је после рата остао 401 житељ. Године 1923. насељено је 77 грчких избеглица, док се део избеглих мештана вратио. На попису из 1928. године Мали Сули је имао 985 становника. Село се раније звало Семалто или Шемолтос.